# ImageJ
ImageJ — программа с открытым исходным кодом для анализа и обработки изображений. Написана на языке Java сотрудниками National Institutes of Health и распространяется без лицензионных ограничений как общественное достояние. Открытый API позволяет гибко наращивать функциональность за счёт подключаемых плагинов, а встроенный макроязык — автоматизировать сложные повторяющиеся действия. ImageJ широко применяется в биомедицинских исследованиях, астрономии, географии и других дисциплинах, связанных с анализом изображений, в качестве альтернативы проприетарному ПО.
Плагины сторонних разработчиков охватывают широкий круг задач анализа и обработки изображений: позволяют проводить трёхмерную визуализацию в диапазоне от клеток до рентгенологических изображений, автоматические сравнения вплоть до создания автоматизированных систем изучения, например, в гематологии. Архитектура плагинов ImageJ и встроенная в программу система разработки делает эту платформу весьма популярной для работы и преподавания анализа и обработки изображений.
Пользоваться ImageJ можно через онлайн-апплет или загрузив приложение. Приложение работает во всех операционных системах, для которых есть виртуальная машина Java Virtual Machine версии от 1.4: Microsoft Windows, Mac OS, Mac OS X, Linux и Sharp Zaurus PDA. Исходный код ImageJ находится в свободном доступе.
Идеолог и разработчик проекта — Wayne Rasband (Research Services Branch of the National Institute of Mental Health).

## Особенности
ImageJ позволяет отображать, редактировать, анализировать, обрабатывать, сохранять и печатать 8-битные, 16-битные и 32-битные изображения. Программа может читать многие форматы изображений, в частности, TIFF, PNG, GIF, JPEG, BMP, DICOM, FITS, а также форматы необработанных (англ. raw) данных. ImageJ поддерживает стеки — серии изображений, объединенных в одном окне, а многопоточные трудоемкие операции могут выполняться на многопроцессорных системах в параллельном режиме. В ImageJ можно вычислять площади и статистические показатели пиксельных значений областей изображения, выделяемых вручную или при помощи пороговых функций, измерять расстояния и углы. строить гистограммы плотности и рисовать профили линий. ImageJ поддерживает базовые функции обработки изображений, например, логические и арифметические операции между изображениями, манипуляции с контрастностью, свертки, фурье-анализ, повышение резкости, сглаживание, обнаружение границ и медианный фильтр. Программа позволяет выполнять геометрические преобразования: масштабирование, поворот, отражение и т.д. Количество одновременно используемых изображений ограничивается только объёмом доступной памяти.

## История
До начала создания ImageJ в 1997 году аналогичный анализ изображений позволяла проводить бесплатная программа NIH Image для компьютеров Macintosh и операционных систем до Mac OS X. Ее развитием стала программа Image SXM для работы с изображениями, полученными на сканирующих микроскопах, применяемых для физических исследований. Также была разработана версия для Windows, поддерживаемая Scion Corporation. Обе версии по-прежнему доступны.

### Дистрибутивы
Для облегчения развертывания ПО, ImageJ распространяется также в составе дистрибутивов.
- Fiji (рекурсивный акроним от Fiji is Just ImageJ): Дистрибутив ориентирован на работу с медико-биологическими изображениями. Поставляется в бинарном виде (x86, x86_64) для основных ОС (Windows, Linux, MacOS). Содержит предустановленные плагины, средство автоматического обновления, интерфейсы для скриптовых языков (см. Scripting).
- MBF ImageJ, разрабатываемая McMaster Biophotonics Facility. Только для Windows x86.

### Подключаемые модули
- Домашняя страница ImageJ Plugin
- Проект ImageJ Plugin Project @ Sourceforge.net
- Плагины для Bio-medical Imaging Архивная копия от 15 января 2020 на Wayback Machine
- Плагин Image Stabilizer для ImageJ
- OptiNav набор плагинов: аэроакустика, гистограммы реального времени, деконволюции.
- Большой набор плагинов от Gabriel Landini
- плагины редактирования 3D от Albert Cardona.
- Плагины для оценки поверхностей от GCSCA
- TrakEM2: плагин для морфологического интеллектуального анализа данных, 3D моделирования, а также сшивания изображений, их регистрации, редактирования и аннотации.
- Различные плагины от Ulf Dittmer: Expression, HPGLReader, OpenGLExample, Pixellate, Seam Carving, Warp
- SIFT-реализация от Stephan Saalfeld: облегченная SIFT-реализация под GPL, см. больше о SIFT алгоритме
- bUnwarpJ от Ignacio Arganda-Carreras: плагин для жесткой и гибкой регистрации изображений.
- Plugins от Biomedical Imaging Group (EPFL)
- Преподавание обработки изображений и Java программирования  Архивная копия от 6 июля 2011 на Wayback Machine с плагинами ImageJ
- Томографическая реконструкция по проекциям в виде плагина ImageJ, Университет Париж-юг XI, Orsay

### Программа NIH Image
- Домашняя страница NIH Image
- Скачать Scion Image